# 가즈사이치노미야역
가즈사이치노미야역(일본어: 上総一ノ宮駅, かずさいちのみやえき)은 일본 지바현 조세이군 이치노미야정에 있는 동일본 여객철도의 철도역이다. 나고야 현 이치노미야시에 있는 오와리이치노미야역 등 "이치노미야"를 쓰는 다른 역들과 구별하기 위해, 지바 현의 옛 지방 이름인 가즈사국에서 이름을 따 붙였다.
소토보 선의 운행 계통을 가르는 역이다. 가쓰우라역, 아와카모가와역 방면으로 운행하는 쾌속 열차들은 가즈사이치노미야 역부터 각역에 정차하며, 소토보 선을 달리는 대부분의 보통 열차들도 가즈사이치노미야 역에서 시종착한다. 기점인 지바역에서부터 이어진 복선 구간의 종점이기도 해서, 가즈사이치노미야 역부터 도라미역 방향으로는 단선 구간이다. 특급 《와카시오》 호가 정차한다.

## 역 구조
지상역이다. 승강장은 단식 1면 1선 구조와 섬식 1면 2선 구조로 되어 있다. 상행 쪽으로 1개의 인상선이, 하행쪽으로 3개의 유치선이 있다. 두 승강장은 과선교로 이어져 있다.
모바라역이 관리하는 직영역이다. 오전 6시 30분부터 오후 8시까지 초록 창구를 영업하며, 자동 개찰기에서 스이카 및 제휴 교통카드의 사용이 가능하다.

### 승강장
| 1 | ■ 소토보 선 (하행) | 오하라 · 가쓰우라 · 아와카모가와 방면     |             |
| 2 | ■ 소토보 선 (하행) | 오하라 · 가쓰우라 · 아와카모가와 방면     | 대피 열차용 |
| 2 | ■ 소토보 선 (상행) | 모바라 · 오아미 · 소가 · 지바 · 도쿄 방면 | 대피 열차용 |
| 3 | ■ 소토보 선 (상행) | 모바라 · 오아미 · 소가 · 지바 · 도쿄 방면 |             |

2번 승강장은 지바 방면으로 출발하는 열차의 회차 승강장이기도 하다. 심야 시간에 하행 열차 일부가 3번 승강장을 이용하기도 한다.

## 역세권 정보
- 이치노미야정사무소 (정역장)
- 다마사키 신사

## 역사
- 1897년 4월 17일 - 보소 철도의 역으로 개업했다. 당시 역이름은 "이치노미야"였다.
- 1907년 9월 1일 - 국유화에 따라 일본국유철도 소속이 되었다.
- 1916년 1월 1일 - 지금의 "가즈사이치노미야 역"으로 이름이 바뀌었다.
- 1987년 4월 1일 - 민영화에 따라 동일본 여객철도의 소속이 되었다.
- 2004년 10월 16일 - 스이카의 사용이 개시되었다.

## 인접역
| 동일본 여객철도 소토보 선                                | 동일본 여객철도 소토보 선          | 동일본 여객철도 소토보 선 |
| -------------------------------------------------------- | ---------------------------------- | ------------------------- |
| 모바라 도쿄 방면                                         | ■ 소부 쾌속 ■ 통근쾌속·게이요 쾌속 | 시·종착역                 |
| 야쓰미 도쿄 방면                                         | ■ 게이요 쾌속1 및 각역정차         | 시·종착역                 |
| 야쓰미 지바 방면                                         | ■ 소토보 선 보통                   | 도라미 아와카모가와 방면  |
| 1: 통근 시간대를 제외한 시간대의 게이요 쾌속을 가리킨다. |                                    |                           |